# Heidi und Peter
Heidi und Peter des Regisseurs Franz Schnyder ist ein Schweizer Film aus dem Jahr 1955 – die Fortsetzung von Heidi aus dem Jahr 1952. Die Titelrolle ist wieder mit Elsbeth Sigmund besetzt, Heinrich Gretler verkörpert erneut Heidis Grossvater, den Alp-Oehi, und Thomas Klameth ist wieder als Geissenpeter zu sehen. Auch Isa Günther, Willy Birgel, Anita Mey, Theo Lingen und Carl Wery wirken erneut mit.
Der Film basiert frei auf dem Roman Heidi kann brauchen, was es gelernt hat (1881) von Johanna Spyri. Er war der erste Schweizer Farbfilm, durch die Farbaufnahmen sollte „die Schweizer Bergwelt noch besser zur Geltung gebracht werden“.

## Handlung
Zwei Jahre sind vergangen, seit Heidi und Klara sich getrennt haben. Immer wieder scheiterte Klaras Plan, Heidi zu besuchen. Seit Heidis Abreise hat Klaras Genesung keine weiteren Fortschritte, sondern vielmehr Rückschritte gemacht. Sie ist zeitweise wieder auf den Rollstuhl angewiesen.
Heidi ist recht fleissig in der Schule, Peter verbringt seine Zeit lieber mit Schlittenfahren. Da ersinnt der Alp-Oehi eine List: Als Nikolaus verkleidet jagt er Peter am 6. Dezember so viel Angst ein, dass der Bub sich mehr auf die Schule konzentrieren will. Doch das Lesenlernen will nicht so recht klappen. Erst als Heidi ihm hilft, tritt das ein, was der Lehrer nicht geschafft hat; Peter lernt fliessend lesen.
Klara kann, nachdem es erst so aussieht, als würde es wieder nicht klappen, dank ihrer Grossmutter doch noch in die Schweiz reisen. Den Brief, in dem sie den Zeitpunkt ihrer Ankunft mitteilt, hat Peter verbummelt, sodass Heidi erst im letzten Augenblick davon erfährt, dass Klara kommt. Von nun an muss Heidi sich um ihren Gast kümmern. Da Klara nicht gut gehen kann, kann Heidi Peter nicht mehr auf die Alp begleiten, was den Jungen verärgert, hat er doch extra für sie einen Unterstand gebaut.
Auf der Alp trifft Peter auf Geometer, die die Berge vermessen. Nach einem Gespräch mit den Landvermessern will Peter auch Geometer werden, weil man dann in den Bergen bleiben kann. Die Ausbildung kostet viel Geld, das Peters Mutter nicht aufbringen kann.
Der Alp-Oehi, der sehr genau beobachtet, spricht mit Klaras Grossmutter über das Mädchen, das seiner Meinung nach zu behütet und fremdbestimmt aufwächst, wodurch sie nur wenig Selbstbewusstsein habe entwickeln können. Dieses brauche sie aber, um fest im Leben stehen zu können. Er habe den Eindruck, Fräulein Rottenmeyer würde am liebsten sehen, dass Klara weiter im Rollstuhl sitze.
Peter, der zunehmend wortkarger gegenüber Heidi und Klara geworden ist, entdeckt Klaras zur Seite geräumten Rollstuhl und lässt ihn wutentbrannt den Berg hinunterrollen, sodass er zerschellt. Er hofft, dass Klara abreisen muss, wenn sie ihren Rollstuhl nicht mehr hat. In der Nacht plagen Peter Albträume wegen seiner Tat. Der Alp-Oehi kommt schnell dahinter, wer den Rollstuhl weggestossen hat, behält sein Wissen aber für sich, weil Klara nun ermutigt wird, sich wieder mehr auf ihre eigenen Füsse zu stellen. Vor allem glaubt er, dass Fräulein Rottenmeyers übertriebene Fürsorge für Klaras Genesung und Entwicklung hinderlich ist und schafft es, die Gouvernante von der Alp zu vergraulen. Anschliessend stellt er Peter zur Rede und befreit ihn von seiner Gewissensqual, indem er ihm klarmacht, dass er mit der Zerstörung des Rollstuhls eigentlich genau das Richtige bewirkt hat. Indes vertragen sich Peter und Klara durch Heidis Vermittlung wieder, und die Kinder gehen fortan zu dritt in die Berge.
In einer stürmischen Nacht fürchtet sich Klara sehr vor einem Gewitter. Als der Alp-Oehi ins Dorf muss, weil der Bach den kleinen Ort zu überfluten droht, folgt sie ihm voller Panik in die Nacht hinaus, noch bevor Heidi sie aufhalten kann. Schliesslich finden Heidi und ihr Grossvater Klara zitternd im Wald am Rand einer Brücke. Kurz darauf überflutet der Gebirgsbach das Dorf. Zum Glück sind keine Toten zu beklagen, aber grosser Sachschaden ist entstanden. Im Sturm den Kopf verloren zu haben erweist sich für Klara als heilsamer Schock, sie ist nun wie verwandelt. Wie selbstverständlich hilft sie bei den Aufräumarbeiten mit und entwickelt zur Freude von Heidi sogar Eigeninitiative. Als Konsul Sesemann im Dorf eintrifft, staunt er über seine Tochter, die ihm gesund und selbstbewusst gegenübertritt.
Damit eine derartige Überflutung in Zukunft nicht mehr passieren kann, soll der Bach eingedolt werden. Um das benötigte Geld aufzutreiben, wird ein Volksfest veranstaltet. Um auch Kurgäste aus Bad Ragaz zu Spenden zu animieren, tragen Heidi und Peter im dortigen Kursaal ein Lied vor und jodeln. Klara, nun mit erstarktem Selbstbewusstsein, beschliesst zum Entzücken ihres Vaters, ihre Freunde vor zahlreich erschienenem Publikum am Flügel zu begleiten.
Der Vortrag der Kinder und das Volksfest werden ein voller Erfolg. Sebastian berichtet den Kindern, dass Fräulein Rottenmeyer heiraten und das Sesemann’sche Haus verlassen werde. Vor der Abreise nach Frankfurt versichert Konsul Sesemann Heidi und Peter, dass er immer für sie da sein werde. Für Peter hat er zudem die freudige Nachricht, dass er ihm die angestrebte Ausbildung zum Geometer bezahlen werde.
Nachdem der leicht beschwipste Diener Sebastian sich wie die anderen auch verabschiedet hat, führt Peter Heidi zu seinem selbstgebauten Unterstand auf der Alm, wo beide eng beieinanderstehen.

## Produktion, Veröffentlichung, Hintergrund

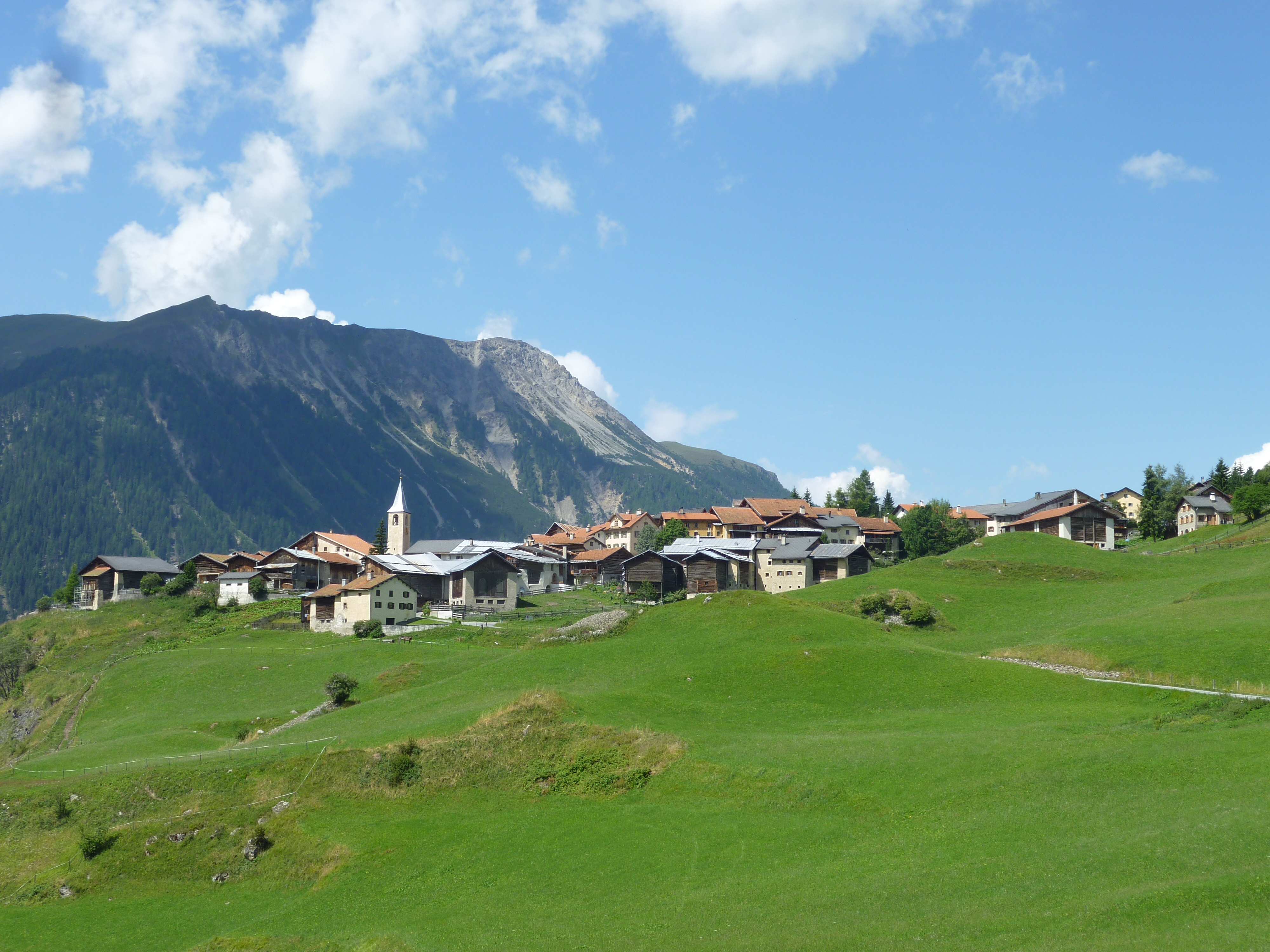
Latsch in Graubünden, einer der Drehorte des Films

Produktionsfirma war die Praesens-Film AG in Zürich. Die Dreharbeiten begannen im September und endeten im Dezember 1954. Die Innenaufnahmen entstanden im Filmstudio Rosenhof in Zürich sowie im Bavaria Filmatelier in München-Geiselgasteig. Die Aussenaufnahmen entstanden in Latsch (Bergün/Bravuogn, Alp Falein bei Filisur), Fuorcla Surlej, Alp Languard bei Pontresina, Morteratschgletscher, Maienfeld, Bad Ragaz, im Sihltal und in der Gegend zwischen Pontresina und Berninapass.
Für die Filmbauten war Max Röthlisberger zuständig. Die Produktionsleitung lag in den Händen von Lazar Wechsler, Uors von Planta und Ettore Cella.
In der Schweiz wurde Heidi und Peter erstmals am 9. März 1955 im Kino Rex in Zürich gezeigt. Am 12. Mai 1955 lief er im Little Carnegie in New York. In der Bundesrepublik Deutschland lief der Film erstmals am 10. März 1955. Veröffentlicht wurde er zudem bereits im Februar 1955 in Uruguay und im Dezember desselben Jahres in Finnland. 1956 wurde er in Schweden und Dänemark veröffentlicht und im Januar 1981 in Portugal. Er lief zudem in Argentinien, Brasilien, Frankreich, Italien, Norwegen und in Spanien.
Heidi und Peter ist die Fortsetzung von Heidi von 1952. Der Film wurde am 23. Oktober 2006 sowohl in Schweizer Deutsch als auch in Hochdeutsch von der Universum Film GmbH auf DVD herausgegeben. Zudem erschien eine Doppel-DVD-Edition, auf der die Filme Heidi und Heidi und Peter enthalten sind.
Theo Lingen, der die Rolle des Dieners im Hause Sesemann spielt, war zu jener Zeit auch in anderen Filmen oftmals in der Rolle eines Dieners besetzt.

## Rezeption

### Kritik
Auf der Seite Schweizer Radio und Fernsehen hiess es, dass der Kinoerfolg des ersten Teils „schon aus rein wirtschaftlichen Gründen“ nach einer Fortsetzung verlangt habe. Der Drehbuchautor habe deshalb „frei nach Johanna Spyri mit viel eigener Fantasie eine zweite Geschichte, die ‹fremdenverkehrstauglich› in den schönsten Gegenden des Kantons Graubünden angesiedelt“ sei, geschrieben. Der mit der Regie betraute Berner Franz Schnyder habe „mit seinen beiden aussergewöhnlich erfolgreichen Gotthelf-Verfilmungen ‹Uli der Knecht› und ‹Uli der Pächter› sein Talent für ländlich-bäuerliche Themen unter Beweis gestellt“, und Kameramann Emil Berna habe die Geschichte in „spektakuläre Bilder“ umsetzen dürfen. Weiter hiess es: „Weil diesmal bedeutend mehr Geld zur Verfügung stand, wurde eine Sturmsequenz, die als dramatischer Höhepunkt die zweite Filmhälfte prägt, in den Studios der Bavaria Film in München gedreht. Dafür wurde eigens ein riesiger Wassertank gebaut, um die Überschwemmung des Dorfes so realistisch wie möglich zeigen zu können.“
Die Bewertung des Lexikon des internationalen Films fiel zwiespältig aus: „Ein vor allem an der Potenz des Regisseurs gemessen erschreckend anspruchsloser Kinder- und Heimatfilm. Was ihn sympathisch macht, sind vor allem die frischen und natürlichen Kinderszenen.“
Der Evangelische Filmbeobachter fällte das harte Urteil: „Inhaltlich und technisch wenig befriedigend und von beängstigender geistiger Armut.“ (Kritik Nr. 331/1955).

### Auszeichnung
Die FBL verlieh dem Film das Prädikat wertvoll.